# The Real Ghostbusters (Soundtrack)
The Real Ghostbusters ist der Soundtrack zur gleichnamigen Zeichentrickserie The Real Ghostbusters. Die Lieder wurden als Hintergrundmusik in den frühen Staffeln verwendet.

## Titelliste
1. Tahiti – Driving Me Crazy (4:22)
2. Tahiti – The Boogieman (3:47)
3. Tahiti – Don't Play Her Game (3:43)
4. Tahiti – Movie Star (3:47)
5. Tahiti – Remember Home (3:54)
6. Tahiti – Party on His Mind (4:14)
7. Tahiti – Midnight Action (4:01)
8. Tahiti – Charge You Up (4:09)
9. Tahiti – Mr. Sandman (4:47)
10. Tahiti – Hometown Hero (3:47) (mit einem Gitarren-Solo von Ray Parker Jr.)

## Tahiti
Die 1980er-Jahre-Popgruppe Tahiti bestand aus Tyren Perry (Jaimee Foxworths  Schwester) und Tonya Townsend (* 1969). Tyren Perry veröffentlichte 1989 das Album Don’t Rush It. Tonya Townsend verzichtete auf das Vorantreiben ihrer Musikkarriere zur Gründung einer eigenen Familie. Das Titellied Ghostbusters von Ray Parker Jr. (für die Serie gesungen von John Smith) wurde nicht veröffentlicht.